# ウッティチャイ・スックサーラー
ウッティチャイ・スックサーラー（タイ語: วุฒิชัย สุขศาลา、男性、1995年6月21日 - ）はタイ王国の元バレーボール選手。

## 来歴
11歳のときに、身長が180cmを超える。学校の先生に「そんなに大きかったらバレーボールやったらどうだい？」と言われてバレーボールを始める。
すくすくと成長し、13歳の時に196cmになる。16歳の時に210cmになり、着る服に困るようになった。タイの地元メディアでは「世界一背の高いバレーボール選手」として紹介された。
学生時代はASEAN学生トーナメントの代表選手に選ばれ、優秀な選手に選ばれた。アジアジュニア世界選手権に出場した。
2012年にタイバレーボールリーグのナコンラチャシマVCに入団。リーグ1年目から大活躍した。
2020年に現役引退。

## 所属クラブ
- ナコンラチャシマVC（2011-2020年）